# Colonia Lázaro Cárdenas, Oaxaca
Colonia Lázaro Cárdenas är en ort i Mexiko.   Den ligger i kommunen Santo Domingo Tehuantepec och delstaten Oaxaca, i den sydöstra delen av landet, 500 km sydost om huvudstaden Mexico City. Colonia Lázaro Cárdenas ligger 38 meter över havet och antalet invånare är 378.
Terrängen runt Colonia Lázaro Cárdenas är platt åt nordost, men åt sydväst är den kuperad.  Närmaste större samhälle är Salina Cruz, 7,1 km sydost om Colonia Lázaro Cárdenas. 